# Thomas Kloss (Fußballspieler)
Thomas Kloss (* 26. März 1965) ist ein ehemaliger deutscher Fußballspieler.

## Karriere
Thomas Kloss begann das Fußballspielen in der Jugend des 1. FC Hochstadt und wechselte mit dem Wechsel von der C- in die B-Jugend gemeinsam mit Thomas Berthold in die Jugendabteilung von Eintracht Frankfurt. Mit der Mannschaft stand er 1981 im B-Jugend-Finale der deutschen Meisterschaft, welches 0:1 gegen die B-Jugend von Borussia Mönchengladbach verloren wurde. In der Bundesliga-Saison 1983/1984 kam Kloss auf zwei Einsätze, wobei er keinen Treffer erzielte. In der darauffolgenden Saison wechselte er zu Kickers Offenbach, für die er von 1987 bis 1989 in 57 Zweitligaeinsätzen neun Tore erzielte. Von 1989 bis 1991 spielte er für SV Darmstadt 98 und kam auf weitere 40 Zweitligaeinsätze und sechs Tore. Anschließend spielte er bei der SpVgg Bad Homburg und schoss im Finale um die Deutsche Fußball-Amateurmeisterschaft 1992 das 1:0 für seine Mannschaft, wobei sein Team 2:3 gegen Rot-Weiss Essen verlor.